# It Can Happen
It Can Happen ist ein Lied der britischen Progressive-Rock-Band Yes. Es erschien 1983 auf ihrem elften Studioalbum 90125 und wurde Mitte 1984 als dritte und letzte Single aus diesem Album ausgekoppelt.

## Entstehung und Veröffentlichung
Nachdem sich Yes nach dem Album Drama und der dazugehörigen Tournee Anfang 1981 erstmals aufgelöst hatten, gründeten Bassist Chris Squire und Schlagzeuger Alan White zusammen mit dem südafrikanischen Gitarristen Trevor Rabin eine neue Band namens Cinema. Im Januar 1982 wurde in dieser Besetzung eine frühe Version des späteren Yes-Liedes It Can Happen geschrieben und aufgenommen, bei der Squire auch den Leadgesang übernahem. Diese Version erschien offiziell 1991 auf dem 4CD-Boxset Yesyears, sowie 2004 auf der Expanded & Remastered-Edition des Albums 90125.
Ein Jahr später schlossen sich Squire, White und Rabin schließlich mit den ehemaligen Yes-Mitgliedern Jon Anderson und Tony Kaye zusammen, und aus dem Projekt Cinema wurde eine neue Besetzung von Yes. Anderson änderte während der Aufnahmen zum Album 90125 den Text von It Can Happen geringfügig um, und diese Version erschien letztlich auch auf 90125, wobei Anderson den Leadgesang übernahm und Squire lediglich die Übergänge zum Refrain sang.
Der gesprochene Monolog, der in der Yes-Version etwa beim Zeitindex 3:17 min zu hören ist, stammt aus Oscar Wildes Komödie The Importance of Being Earnest (dt. Titel: Ernst sein ist alles). Die zitierten Zeilen „...come, old boy, you had much better have the thing out at once...“ (dt.: „...komm, alter Junge, du solltest das Ding lieber gleich rauslassen...“) and „...that is exactly what dentists always do. Now, go on! Tell me the whole thing!“ (dt.: „...das ist genau das, was Zahnärzte immer tun. Und jetzt mach schon! Erzähl mir alles!“) werden in dem Stück von der Figur Algernon Moncrieff gesprochen.
It Can Happen erschien in der endgültigen Yes-Version zunächst im November 1983 auf 90125, im Juni 1984 erfolgte die Singleauskopplung in Nordamerika, sowie im Juli 1984 in Europa. Als B-Seite der Single fungierte eine Liveversion von It Can Happen, die am 16. April 1984 im Omni Coliseum in Atlanta im Rahmen der 90125 Tour aufgenommen wurde. Diese Liveversion erschien auch auf der 2009 herausgegebenen japanischen CD-Ausgabe des Mini-Livealbums 9012Live: The Solos.

## Chartplatzierungen
Das Lied erreichte 1984 in den Vereinigten Staaten Platz 51 der Billboard Hot 100.
| ChartsChartplatzierungen       | Höchstplatzierung | Wochen |
| ------------------------------ | ----------------- | ------ |
| Vereinigte Staaten (Billboard) | 51 (7 Wo.)        | 7      |